# Kohat
Kohat – miasto w północnym Pakistanie, w prowincji Chajber Pasztunchwa, stolica Dystryktu Kohat.
Liczba mieszkańców w 2003 roku wyniosiła ok. 146 tys.

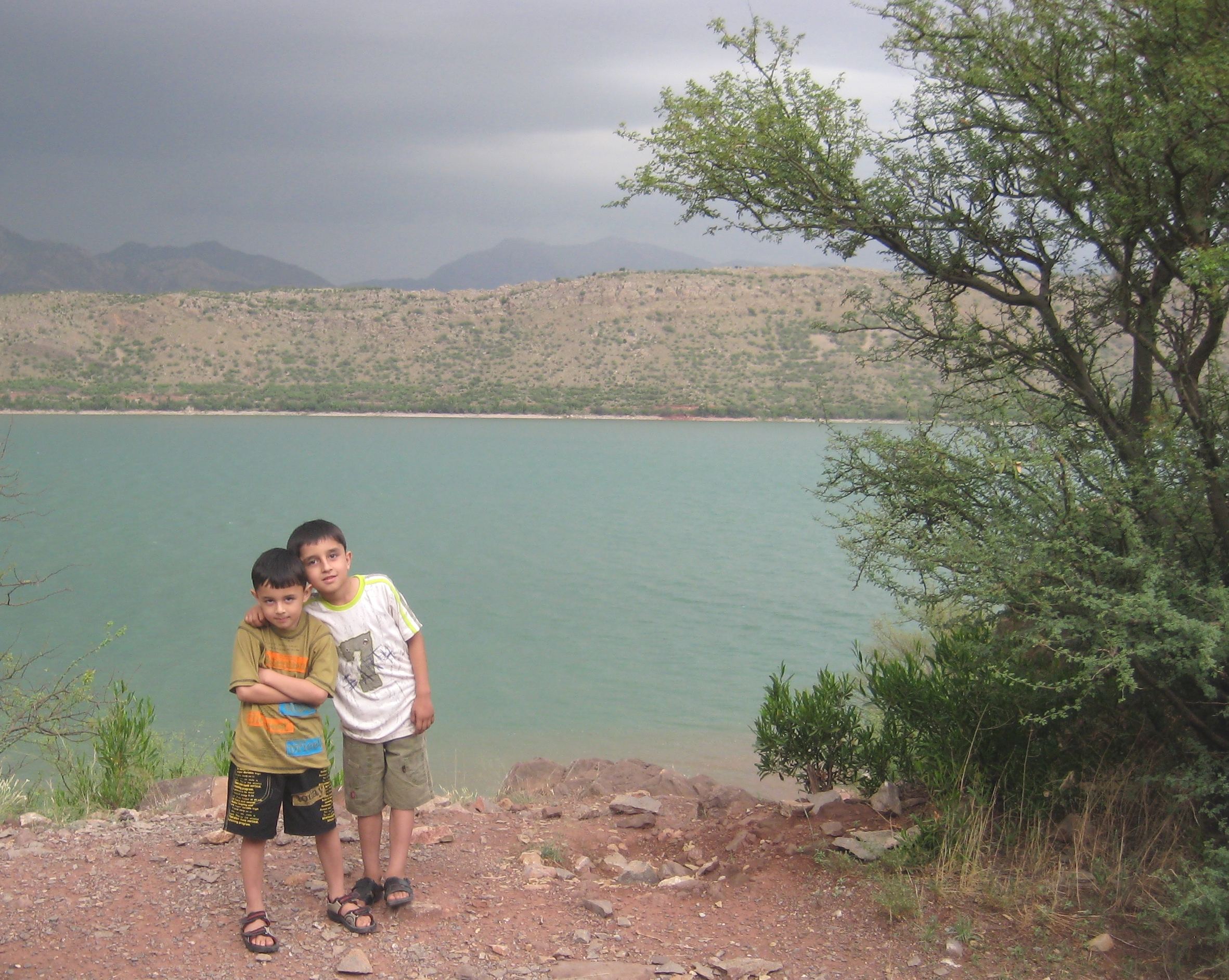
Jezioro, Kohat